# Luigi Moretti (polityk)
Luigi Moretti (ur. 6 czerwca 1944 w Nembro) – włoski polityk i samorządowiec, senator, poseł do Parlamentu Europejskiego III i IV kadencji.

## Życiorys
Z wykształcenia mierniczy, pracował jako urzędnik w administracji lokalnej (m.in. dyrektor wydziału). Działacz partii Lega Lombarda i następnie Ligi Północnej, w tym jej pierwszy sekretarz w prowincji Bergamo. W 1992 został wybrany do Senatu XI kadencji, zrezygnował z mandatu po około trzech miesiącach. Zajmował także stanowisko burmistrza Nembro (1994–2002). W latach 1989–1999 przez dwie kadencje zasiadał w Europarlamencie, pracując m.in. w Komisji Budżetowej oraz Komisji ds. Polityki Regionalnej.